# Coupe de France féminine de handball 2021-2022
Navigation
2020-2021 2022-2023
La Coupe de France 2021-2022 est la 29e édition de la Coupe de France féminine de handball, compétition à élimination directe mettant aux prises des clubs de handball amateurs et professionnels affiliés à la Fédération française de handball.
Exceptionnellement, du fait de la pandémie de Covid-19, cette édition (comme la précédente) est réservée aux équipes des deux premières divisions.
Le Metz Handball remporte sa dixième Coupe de France en disposant en finale de l'ES Besançon.

## Déroulement de la compétition
La compétition, réservée aux équipes premières des clubs évoluant dans les deux premières divisions nationales, se déroule sur sept tours dont la finale à Paris. En cas d'opposition entre un club de D2 et un club de D1, celui de D2 jouera à domicile, quel que soit l’ordre du tirage.
| Tour             | Tirage au sort  | Date des matchs         | Qualifiés | Entrants                                                                   | Participants |
| ---------------- | --------------- | ----------------------- | --------- | -------------------------------------------------------------------------- | ------------ |
| 1er tour         | Tirage intégral | 11 et 12 septembre 2021 | -         | 12 clubs de D2 maintenues à l'issue de la saison 2020-2021                 | 12           |
| 2e tour          | Tirage intégral | 16 et 17 octobre 2021   | 8         | 2 clubs finalistes de D2 2020-2021 Clubs classés 7e à 14e de LBE 2020-2021 | 16           |
| 3e tour          | Tirage intégral | 13 et 14 novembre 2021  | 8         | -                                                                          | 8            |
| 4e tour          | Tirage intégral | 15 et 16 janvier 2022   | 4         | -                                                                          | 4            |
| Quarts de finale | Tirage intégral | 16 mars 2022            | 2         | 6 clubs européens 2020-2021                                                | 8            |
| Demi-finales     | Tirage intégral | 13 avril 2022           | 4         | -                                                                          | 4            |
| Finale           | Tirage intégral | 11 juin 2022            | 2         | -                                                                          | 2            |

## Tours préliminaires

### Premier tour
Les 12 clubs de D2 maintenus à l'issue de la saison 2020-2021 (excepté les deux clubs finalistes) débutent la compétition :
| Date                      | Club recevant                    | Score   | Club visiteur                         |
| ------------------------- | -------------------------------- | ------- | ------------------------------------- |
| 11 septembre 2021 à 20h30 | AS Cannes Mandelieu Handball     | 20 – 27 | HB Clermont AM 63                     |
| 12 septembre 2021 à 16h00 | CA béglais                       | 24 – 26 | Noisy-le-Grand handball               |
| 11 septembre 2021 à 18h00 | ASUL Vaulx-en-Velin              | 23 – 27 | Bouillargues Handball Nîmes Métropole |
| 12 septembre 2021 à 16h00 | HB Octeville-sur-Mer             | 27 – 26 | Stella Saint-Maur Handball            |
| 11 septembre 2021 à 20h30 | Sambre Avesnois Handball         | 35 – 28 | Saint-Grégoire RMHB                   |
| 11 septembre 2021 à 20h30 | Achenheim Truchtersheim Handball | 25 – 19 | Rochechouart Saint-Junien HB 87       |

### Deuxième tour
Les six équipes victorieuses du premier tour sont rejointes par les 2 clubs finalistes de D2 2020-2021 et les 8 clubs classés de la 7e à la 14e place de LBE 2020-2021.
| Date                             | Club recevant                              | Score   | Club visiteur                       |
| -------------------------------- | ------------------------------------------ | ------- | ----------------------------------- |
| Samedi 16 octobre 2021 à 20h45   | Achenheim Truchtersheim Handball (D2)      | 34 – 43 | Bourg-de-Péage Drôme Handball (LBE) |
| Samedi 16 octobre 2021 à 20h30   | Noisy-le-Grand handball (D2)               | 27 – 34 | Handball Plan-de-Cuques (LBE)       |
| Dimanche 17 octobre 2021 à 16h00 | Saint-Amand Handball (D2)                  | 32 – 31 | HBC Celles-sur-Belle (LBE)          |
| Dimanche 17 octobre 2021 à 16h00 | HB Octeville-sur-Mer (D2)                  | 21 – 30 | Toulon Métropole Var Handball (LBE) |
| Samedi 16 octobre 2021 à 20h00   | Le Havre AC (D2)                           | 25 – 29 | OGC Nice CA (LBE                    |
| Vendredi 15 octobre 2021 à 19h00 | HB Clermont AM 63 (D2)                     | 20 – 41 | CJF Fleury Loiret Handball (LBE)    |
| Samedi 16 octobre 2021 à 20h15   | Bouillargues Handball Nîmes Métropole (D2) | 27 – 34 | Jeanne d'Arc Dijon Handball (LBE)   |
| Vendredi 15 octobre 2021 à 20h30 | Sambre Avesnois Handball (D2)              | 22 – 27 | Mérignac Handball (LBE)             |

Les équipes de D2, qui avaient le bénéfice de jouer leur match à domicile face à une équipe de D1, ont toutes été éliminées à l'exception du relégué Saint-Amand Handball, vainqueur d'un but du promu HBC Celles-sur-Belle.

### Troisième tour
| Date                              | Club recevant                       | Score   | Club visiteur                     |
| --------------------------------- | ----------------------------------- | ------- | --------------------------------- |
| Dimanche 14 novembre 2021 à 16h00 | Saint-Amand Handball (D2)           | 26 – 27 | CJF Fleury Loiret Handball (LBE)  |
| Vendredi 12 novembre 2021 à 20h00 | Bourg-de-Péage Drôme Handball (LBE) | 31 – 24 | Jeanne d'Arc Dijon Handball (LBE) |
| Dimanche 14 novembre 2021 à 15h00 | Toulon Métropole Var Handball (LBE) | 26 – 24 | OGC Nice CA (LBE)                 |
| Vendredi 12 novembre 2021 à 20h30 | Handball Plan-de-Cuques (LBE)       | 25 – 29 | Mérignac Handball (LBE)           |

### Quatrième tour
Lors de ce tour, Fleury s’est qualifié à l’arraché sur le parquet de Bourg-de-Péage tandis que Mérignac a renoncé à prendre part à son match face à Toulon afin de « préserver l'intégrité physique des joueuses » alors que son effectif est « plus que diminué ».
| Date                           | Club recevant                       | Score   | Club visiteur                       |
| ------------------------------ | ----------------------------------- | ------- | ----------------------------------- |
| Samedi 15 janvier 2022 à 20h00 | Bourg-de-Péage Drôme Handball (LBE) | 26 – 27 | CJF Fleury Loiret Handball (LBE)    |
| annulé                         | Mérignac Handball (LBE)             | 0 – 20  | Toulon Métropole Var Handball (LBE) |

## Phase finale

### Quarts de finale
Les deux équipes victorieuses du quatrième tour sont rejointes par les six équipes ayant pris part à une coupe d'Europe : le Metz Handball et le Brest Bretagne Handball en Ligue des champions et le ES Besançon, le Chambray Touraine Handball, les Neptunes de Nantes et le Paris 92 en Ligue européenne.
Dès mi-février, Brest a décidé de déclarer forfait à cause d'un calendrier intense entre le Championnat et la Ligue des champions. Trois jours avant son match face à Metz, Toulon a également déclaré forfait en raison d'un effectif trop juste pour un calendrier trop chargé en mars
| non disputé | Brest Bretagne Handball | 0 – 20 | ES Besançon |  |

| non disputé | Metz Handball | 20 – 0 | Toulon Métropole Var Handball |  |

| 16 mars 2022 20h00 | Paris 92             | 34 - 35 (tab) | CJF Fleury Loiret Handball |  |
| 16 mars 2022 20h00 | (14 - 18, 29 - 29)   |               |                            |  |
| 16 mars 2022 20h00 | Prol. : XTab : 5 - 6 |               |                            |  |

| 16 mars 2022 20h00 | Neptunes de Nantes | 28 – 29 | Chambray Touraine Handball |  |
| 16 mars 2022 20h00 | (15 – 16)          |         |                            |  |

### Demi-finales
| 13 avril 2022 20h00 | Metz Handball   | 34 – 19  | Chambray Touraine Handball | Palais omnisports Les Arènes Arbitrage : Damien Blanchet, Mickaël Fitoussi |
| 13 avril 2022 20h00 | Sarah Bouktit 8 | (18 – 9) | Alexandra Lacrabère 5      | Palais omnisports Les Arènes Arbitrage : Damien Blanchet, Mickaël Fitoussi |
| 13 avril 2022 20h00 | ×2 ×6           | Handzone | ×2                         | Palais omnisports Les Arènes Arbitrage : Damien Blanchet, Mickaël Fitoussi |

| 13 avril 2022 20h00 | ES Besançon     | 28 – 24   | CJF Fleury Loiret Handball | Palais des sports Ghani-Yalouz Arbitrage : Mathias et Mathieu Pajot |
| 13 avril 2022 20h00 | Zazaï, Mairot 8 | (13 – 13) | Le Blevec, Techer 4        | Palais des sports Ghani-Yalouz Arbitrage : Mathias et Mathieu Pajot |
| 13 avril 2022 20h00 | ×1              | Handzone  | ×1 ×3                      | Palais des sports Ghani-Yalouz Arbitrage : Mathias et Mathieu Pajot |

### Finale
La finale se déroule le 11 juin 2022 au Palais omnisports de Paris-Bercy (Accor Arena) :
| 11 juin 2022 18h45 | ES Besançon      | 23 – 33  | Metz Handball   | Accor Arena, Paris Arbitrage : Rafik Heddid et Morgan Picot |
| 11 juin 2022 18h45 | Sabrina Zazaï 10 | (9 – 15) | Chloé Valentini | Accor Arena, Paris Arbitrage : Rafik Heddid et Morgan Picot |
| 11 juin 2022 18h45 | ×1+1 ×2          | FFHB     | ×2 ×5 ×1        | Accor Arena, Paris Arbitrage : Rafik Heddid et Morgan Picot |

### Autres finales
Conjointement avec cette Coupe de France nationale ont lieu les finales des Coupes de France départementale, régionale et masculine :
| Catégorie             | Date         | Club recevant               | Score   | Club visiteur       |
| --------------------- | ------------ | --------------------------- | ------- | ------------------- |
| Finale départementale | 11 juin 2022 | Sorbiers St Jean Talaudière | 26 – 27 | HBC Sautron         |
| Finale régionale      | 11 juin 2022 | Hermine Kernic              | 26 – 28 | St-Germain Blavozy  |
| Finale masculine      | 11 juin 2022 | HBC Nantes                  | 31 – 36 | Paris Saint-Germain |

## Vainqueur
| Vainqueur de la Coupe de France 2021-2022 Metz Handball 10e victoire |

## Nombre d'équipes par division et par tour
| Divisions / Manches     | 1er tour     | 2e tour      | 3e tour      | 4e tour       | Quarts de finale | Demi- finales | Finale        |
| ----------------------- | ------------ | ------------ | ------------ | ------------- | ---------------- | ------------- | ------------- |
| Clubs LBE européens     | non présents | non présents | non présents | non présents  | 6                | 3             | 2             |
| Clubs LBE non-européens | non présents | 8            | 7            | 4             | 2                | 1             | 0             |
| Clubs D2                | 12           | 8            | 1            | tous éliminés | tous éliminés    | tous éliminés | tous éliminés |
| Total                   | 12           | 16           | 8            | 4             | 8                | 4             | 2             |